# Colton Parayko
Colton Parayko (12 maggio 1993) è un hockeista su ghiaccio canadese.

## Palmarès

### Mondiali
- 1 medaglia:
  - 1 argento (Germania/Francia 2017)